# Alfred Grötzsch
Franz Alfred Gröt(z)sch (* 8. April 1860 in Gera; † 24. April 1949 ebenda) war ein deutscher Tapezierermeister und Politiker (NLP, DVP).

## Leben
Grötzsch war der Sohn des Sattlermeisters Carl Louis Grötsch aus Gera und dessen Ehefrau Johanne Christiane geborene Thumann. Grötzsch, der evangelisch-lutherischer Konfession war, heiratete am 6. Juni 1889 in Gera Marie Elisabeth Gerhardt (* 23. November 1868 in Gera; † 4. Oktober 1926 ebenda), die Tochter des Musikers Franz Hermann Gerhardt.
Grötzsch war Dekorateur und Tapezierermeister in Gera.
Er war zunächst Konservativer und schloss sich dann den NLP an. In der Weimarer Republik war er entsprechend Mitglied der DVP. Er war von 1902 bis 1924 Mitglied im Gemeinderat (bzw. Stadtrat) der Stadt Gera. Vom 25. Januar 1914 bis zum 12. Februar 1919 war er Mitglied im Landtag Reuß jüngerer Linie. Danach gehörte er von 1920 bis 1928 dem Thüringer Landtag an.